# 中国共产党陕西省委员会
中国共产党陕西省委员会，简称中共陕西省委，是中国共产党在陕西省的组织和领导机关，由中国共产党陕西省代表大会选举产生，并在代表大会闭会期间，执行中国共产党中央委员会的指示和中国共产党陕西省代表大会的决议，领导陕西省的工作，定期向中国共产党中央委员会报告工作。目前，赵一德担任该委员会书记，赵刚、邢善萍担任该委员会副书记。

## 沿革
1984年11月，中共陕西省委改组，不再设“第一书记”职务。改组后，陕西省委的主要负责人为省委书记。
第七次省党代会于1988年4月29日至5月4日在西安召开；出席大会代表共599人，代表全省1524175名党员。大会选举出第七届省委委员43名、候补委员9名，同时选举出省顾问委员会委员30名和省纪委委员26名。第八次省党代会于1993年5月12日至16日举行，出席大会代表共596人。大会选举出第八届省委委员43名、候补委员10名，同时选举出省纪委委员35名。第九次省党代会于1998年5月19日至24日举行；出席大会代表648人，代表党员1,780,000名。大会选举出第九届省委委员45名、候补委员10名，同时选举出省纪委委员37名。第十次省党代会于2002年5月24日至28日举行；出席大会代表660名，代表党员1880000名。大会选举出第十届省委委员52名、候补委员10名；同时选举出省纪委委员37名.第十一次省党代会于2007年5月21日至5月25日举行。大会选举出第十一届省委委员73名、候补委员14名；同时选举出省纪委委员49名。第十二次省党代会于2012年5月7日至5月11日召开；出席大会代表680名，代表2,443,100名党员。大会选举出第十二届省委委员75名、候补委员14名；同时选举出省纪委委员49名。第十三次省党代会于2017年5月7日至5月11日召开，出席大会代表676名。大会选举出第十三届省委委员82名、候补委员16名，同时选举出省纪委委员49名。

## 职责
根据《中国共产党地方委员会工作条例》，中国共产党地方委员会主要实行政治、思想和组织领导，承担下列职能：
1. 对本地区重大问题作出决策。
2. 通过法定程序使党组织的主张成为地方性法规、地方政府规章或者其他政令。
3. 加强对本地区宣传思想文化工作的领导，牢牢掌握意识形态工作领导权、话语权。
4. 按照干部管理权限任免和管理干部，向地方国家机关、政协组织、人民团体、国有企事业单位等推荐重要干部。
5. 支持和保证人大、政府、政协、法院、检察院、人民团体等依法依章程独立负责、协调一致地开展工作，发挥这些组织中党组的领导核心作用。
6. 加强对本地区群团工作和统一战线工作的领导。
7. 动员、组织所属党组织和广大党员，团结带领群众实现党的目标任务。

## 机构设置
根据《陕西省机构改革方案》，中国共产党陕西省委员会设置工作机关14个，工作机关管理的机关（副厅级）3个。中共陕西省委设置下列机构：
- 中共陕西省委办公厅

### 职能部门
- 中共陕西省委组织部
- 中共陕西省委宣传部
- 中共陕西省委统一战线工作部
- 中共陕西省委政法委员会

（省委办公厅挂省档案局牌子；省委组织部挂非公有制经济组织和社会组织工作委员会、省公务员局牌子；省委宣传部挂省政府新闻办公室、省新闻出版局（省版权局）、省电影局牌子；省委统一战线工作部挂省政府侨务办公室牌子。）

### 办事机构
- 中共陕西省委政策研究室
- 中共陕西省委网络安全和信息化委员会办公室
- 中共陕西省委军民融合发展委员会办公室
- 中共陕西省委台湾工作办公室
- 中共陕西省委外事工作委员会办公室
- 中共陕西省委机构编制委员会办公室
- 中共陕西省委巡视工作领导小组办公室
- 中共陕西省委老干部局

（省委全面深化改革委员会办公室设在省委政策研究室。省委全面依法治省委员会办公室设在省司法厅。省委国家安全委员会设在省委办公厅。省委财经委员会办公室设在省委政策研究室。省委审计委员会办公室设在省审计厅。省委教育工作领导小组秘书组设在省教育厅。省委农村工作领导小组办公室设在省农业农村厅。省委台湾工作办公室挂省人民政府台湾事务办公室牌子。网络安全和信息化委员会办公室挂省互联网信息办公室牌子。省委外事工作委员会办公室挂省人民政府外事办公室、省人民政府港澳事务办公室牌子。省委军民融合发展委员会办公室挂省国防科技工业局牌子。）

### 派出机关
- 中共陕西省委直属机关工作委员会
- 中共陕西省委黄帝陵文化园区工作委员会（副厅级）

（省委黄帝陵文化园区工委挂陕西省黄帝陵文化园区管理委员会、陕西省公祭黄帝陵工作委员会办公室牌子。省委高等教育工作委员会与省教育厅合署办公，省委科学技术工作委员会办公室与省科学技术厅合署办公，均不计入机构限额。）

### 直属事业单位
- 中共陕西省委党校
- 《陕西日报》社
- 陕西社会主义学院
- 中共陕西省委党史研究室
- 陕西省档案馆

（省委党校挂陕西行政学院牌子。陕西社会主义学院挂陕西中华文化学院牌子。省委党史研究室挂省地方志办公室牌子。）

### 工作机关管理的机关
- 中共陕西省委保密委员会办公室，由省委办公厅管理。
- 中共陕西省委机要局，由省委办公厅管理。
- 中共陕西省委精神文明建设指导委员会办公室，由省委宣传部管理。

（省委保密委员会办公室挂省国家保密局牌子。省委机要局挂省国家密码管理局牌子。）

## 历届组成人员
建国前
- 耿炳光（1927年7月至1928年1月）；
- 潘自力（陕西华县人，1928年1月至11月）
- 李子洲（代理，1928年11月至1929年1月）
- 曹趾仁（陕西延川人，1929年1月至2月）
- 杜衡（陕西佳县人，1929年3月至1930年10月、1930年10月至1931年3月）
- 高维翰（李杰夫，陕西长安人，1931年3至8月）
- 杜衡（1931年8月至1932年8月）
- 孟坚（孟用潜，河北琛县人，1932年8月至12月）
- 袁岳栋（1933年4月至7月）
- 刘映胜（陕西华县人，1933年8月至1933年9月）
- 余海丰（陕西长安人，1933年10月至1933年11月）
- 韩学亚（陕西渭南人，1933年1月至1934年初）
- 魏光波（陕西临渭区人，1934年3月至10月）
- 高克林（陕西华县人，1935年8月至12月）
- 贾拓夫（陕西神木人，1936年12月至1939年5月）
- 欧阳钦（1939年5月至1941年夏）
- 张德生（1941年夏至1942年12月）

1943年1月—1945年8月陕西省委与陕甘宁边区关中分区党委合并，成立中共关中地委。
- 书记张德生，副书记汪锋

1946年1月23日组建中共陕西省工作委员会
- 汪锋

1947年3月7日中共陕西省工委并入关中地委。关中地委设国民党统治区工作委员会
- 地委副书记赵伯平兼国统区工委书记

初期（1950年1月－1954年7月）
- 省委书记：马明方  →  潘自力（1952年10月任命）
- 副书记：张邦英（1950年2月－1952年6月）、李合邦（1950年2月－1954年7月）

第一届省委（1954年7月－1956年6月）
- 省委书记：潘自力（1954年7月－10月）
- 省委第一书记：张德生（1954年10月－）
- 省委第二书记：赵伯平（1954年10月－）
- 省委副书记（－1955年6月）：李合邦、白治民（1954年10月－）、方仲如（1955年1月－）、唐洪澄（1955年1月－）
- 省委书记处书记（1955年6月－）： 李合邦、方仲如、唐洪澄、白治民

第二届省委（1956年7月－1960年11月）
- 第一书记：张德生
- 书记处常务书记：方仲如（1959年6月－）
- 书记处书记：赵伯平、李合邦、方仲如、唐洪澄（－1958年3月）、白治民、白如冰（1958年3月任命，未到职）、张策（1958年3月－）、王林（1958年8月－）
- 书记处候补书记：赵守一（1958年4月－）、严克伦（1958年4月－）

第三届省委（1960年11月－1963年11月）
- 第一书记：张德生
- 书记处书记：严克伦、方仲如（－1962年12月）、张策（－1962年12月）、赵守一、赵伯平（－1962年12月）、李启明、谢怀德、杨拯民、章泽（1961年5月－）、舒同（1962年12月－）

第四届省委（1963年11月－1967年1月）
- 第一书记：张德生  →  胡耀邦（1964年11月代理，1965年5月－） →  霍士廉（1965年10月－）
- 第二书记：赵守一  →  李瑞山（1965年5月－）
- 书记处书记：严克伦、章泽、舒同、谢怀德（－1964年11月）、李启明（－1966年8月）、肖纯（1964年4月－）、冯基平（1964年7月－）、胡炳云（1966年10月－）
- 书记处候补书记：肖潮（1966年10月－）

第五届省委（1971年3月－1983年4月）
- 第一书记：李瑞山  →  王任重（1978年12月10日－12月25日） →  马文瑞（1978年12月26日－）
- 第二书记：王任重（1978年8月－12月10日）
- 常务书记：李尔重（1979年2月－） →  章泽（1981年3月－）
- 省委书记：胡炜、黄经耀（－1977年7月）、霍士廉（1973年5月－1977年1月）、肖纯（1973年5月－1978年8月）、吴桂贤（女）（1973年5月－1978年8月）
- 1977年任命：于明涛（－1982年12月）、姜一（－1983年3月）、李尔重（－1979年12月）、章泽（－1983年3月）、胡炳云（－1979年4月）、王林（－1979年1月）（1978年任命：严克伦、陈元方 ）（1979年任命：吕剑人）（1981年任命：周雅光、张方海、谢怀德、李庆伟 ）（1983年任命：李溪溥、曾慎达、董继昌 ）
- 省委副书记：肖纯（－1973年5月）、吴桂贤（－1973年5月） 、白文华（1981年11月－1983年3月）

第六届省委（1983年4月－1988年4月）
- 第一书记：马文瑞 （至1984年8月）
- 书记：李溪溥、曾慎达、李庆伟、周雅光、董继昌、白纪年（1984年8月－11月）
- 省顾问委员会主任：章泽
- 省纪委书记：罗文治  →  周雅光（1985年8月－）

- 省委书记：白纪年  →  张勃兴（1987年8月任命）
- 副书记: 李庆伟（－1986年12月）、李溪溥（－1986年1月）、曾慎达（－1985年5月）、周雅光、董继昌、牟玲生（后任命副书记：张勃兴（1986年12月－1987年8月）、侯宗宾（1987年8月－））

第七届省委（1988年4月29日－1993年5月12日）
- 书　记：张勃兴
- 副书记：侯宗宾（－1990年3月）、董继昌（－1990年4月）、牟玲生（－1992年3月）
- 后任命副书记：白清才（1990年3月－）、安启元（1990年2月－1992年12月）、刘荣惠（1992年8月－）、支益民（1992年12月－）
- 常务委员：梁琦（女）、王希斌（－1990年8月）、支益民（后任命常委：安启元（1988年6月－1992年12月）、赵焕职（1990年8月－1993年3月）、程安东（1990年10月－）、李焕政（1990年10月－）、王巨才（1992年6月－）、徐山林（1992年12月－）、郑斯林（1992年12月－）、王志成（1993年3月－））
- 省顾问委员会主任：章泽（－1991年5月）
- 省纪委书记：李焕政

第八届省委（1993年5月12日－1998年5月）
- 书　记：张勃兴  →  安启元（1994年11月－1997年8月）  →  李建国（1997年8月－）
- 副书记：白清才（－1994年12月）、刘荣惠（－1997年9月）、支益民（－1996年5月）
- 后任命副书记：程安东（1994年12月－）、蔡竹林（1995年7月－）、艾丕善（1997年9月－）
- 常务委员：程安东、李焕政、徐山林（－1996年2月）、郑斯林（－1993年7月）、王志成（－1995年8月）、刘揆楚、贾治邦、艾丕善
- 后任命常委：崔林涛（1995年1月－）、赵连臣（1995年8月－）、张保庆（1996年9月－）
- 纪委书记：李焕政

第九届省委（1998年5月－2002年5月）
- 书　记：李建国
- 副书记：程安东、艾丕善、贾治邦、范肖梅（女）（－2001年1月）
- 后任命副书记：袁纯清（2001年3月－）、董雷（2001年9月－）
- 常务委员：李焕政（－2000年12月）、崔林涛、张保庆、杜东海、刘玉浦（－2000年11月）、孙安华（－2001年6月）、白云腾（后任命常委：栗战书（1998年7月－）、马铁山（2000年12月－）、赵正永（2001年6月－））
- 纪委书记：李焕政 →  董雷（2001年9月－）

第十届省委（2002年5月－2007年5月）
- 书　记：李建国 →  赵乐际（2007年3月－）
- 副书记：贾治邦、袁纯清、董雷（－2006年5月）、张保庆（－2005年2月）、栗战书（－2004年1月）
- 后任命副书记：杨永茂（2004年1月－）、陈德铭（2004年10月－2006年6月）
- 常务委员：赵正永、陈德铭（－2006年6月）、马殿魁（－2003年12月）、郭永平、杨士秋（－2007年4月）、王侠（女）、马中平
- 后任命常委：陈时宝（2003年12月－）、宋洪武（2005年8月－）、李锦斌（2007年4月－）
- 纪委书记：董雷 → 王侠（2006年5月－）

第十一届省委（2007年5月－2012年5月）
- 书　记：赵乐际
- 副书记：袁纯清（－2010年5月）、王侠（女）、赵正永（2010年5月－）
- 常务委员：赵正永、郭永平、马中平（－2008年1月）、李锦斌、李希（－2011年5月）、宋洪武、孙清云、洪峰（－2011年1月）、夏龙祥（－2011年1月）、魏民洲
- 后任命常委：胡悦（2008年1月－）、娄勤俭（2010年8月－）、江泽林（2011年1月－）、程兵（2011年4月－）、姚引良（2011年5月－）
- 纪委书记：郭永平

第十二届省委（2012年5月－2017年5月）
- 书　记：赵乐际（－2012年11月）、赵正永（2012年11月－2016年3月）、娄勤俭（2016年3月－）
- 副书记：赵正永（－2012年11月）、孙清云（－2015年3月）
- 后任命副书记：娄勤俭（2012年12月－2016年3月）、胡和平（2015年4月－）、毛万春（2016年10月－）
- 常务委员：娄勤俭、江泽林（－2015年4月）、郭永平、李锦斌（－2013年4月）、 魏民洲（－2016年12月）、姚引良、 景俊海（－2015年6月）、安东（－2015年4月）、 刘小燕（女）
- 后任命常委：郭景洲（2012年7月－2013年10月）、陈强（2013年1月－）、毛万春（2013年5月－）、 高龙福（2013年10月－）、祝列克（2015年4月－）、 徐新荣（2015年6月－）、梁桂（2015年7月－）、张广智（2016年11月－）、 王永康（2016年12月－）、庄长兴（2017年3月－）
- 纪委书记：郭永平（－2017年3月）、贺荣（2017年3月－）

第十三届省委（2017年5月－2022年5月）
- 书　记：娄勤俭（－2017年10月）、胡和平（2017年10月－2020年7月）、刘国中（2020年7月－ ）
- 副书记：胡和平（－2017年10月）、毛万春（－2018年1月）、刘国中（2017年12月－2020年7月）、贺荣（女）（2018年3月－2020年4月）、赵一德（2020年7月－）、胡衡华（2020年10月－2021年12月）
- 常务委员：娄勤俭（－2017年10月）、胡和平（－2020年7月）、毛万春（－2018年1月）、贺荣（女，－2020年4月）、张广智（－2022年1月）、梁桂（－2021年9月）、徐新荣（－2022年1月）、王永康（－2019年2月）、庄长兴、杜航伟（－2018年7月）、姜锋（－2021年1月）、钱引安（－2018年11月，严重违纪违法被查）、刘国中（2017年12月－）、王兴宁（2018年5月－）、牛一兵（2018年10月－2020年12月）、杨志斌（2018年12月－2021年6月）、卢建军（2019年7月－2020年11月）、王浩（2019年9月－2021年9月）、赵一德（2020年7月－）、胡衡华（2020年10月－2021年12月）、王晓（2020年12月－）、赵刚（2021年1月－）、方红卫（2021年5月－）、李阳（2021年6月－）、程福波（2021年12月－）、郭永红（女，2022年4月－）、刘强（2022年4月－）

第十四届省委（2022年5月至今）
- 书　记：刘国中（－2022年11月）、赵一德（2022年11月－）
- 副书记：赵一德（－2022年11月）、赵刚、邢善萍（2024年5月－）
- 常务委员：刘国中（－2022年11月）、赵一德、赵刚、王晓、王兴宁、方红卫、程福波（－2022年12月）、郭永红（女，－2025年7月）、刘强、蒿慧杰、李春临（－2023年1月）、王琳（-2024年5月）、赵天翔（2022年9月－2024年5月）、孙大光（2023年3月－）、李明远（2023年4月－）、唐书海（2024年5月－)、邢善萍（2024年5月－）、王海鹏（2024年7月－）